# 高舘パーキングエリア
高舘パーキングエリア（たかだてパーキングエリア）は、青森県黒石市にある東北自動車道のパーキングエリアである。
下り線では、案内標識で「東北道最後のパーキング」という表記がある。

## 道路
- E4 東北自動車道

## 施設

### 上り線（盛岡・仙台方面）
- 駐車場
  - 大型17台
  - 小型24台
- トイレ
  - 男性 大2（和式1・洋式1）・小5
  - 女性 5（和式1・洋式4）
  - 車椅子用 1
- 自動販売機

### 下り線（青森方面）
- 駐車場
  - 大型14台
  - 小型19台
- トイレ
  - 男性 大2（和式1・洋式1）・小5
  - 女性 5（和式1・洋式4）
  - 車椅子用 1
- 自動販売機

## 隣
E4 東北自動車道
(52) 黒石IC - 高舘PA - (53) 浪岡IC